# Emblema nacional do Seri Lanca
O emblema nacional do Seri Lanca é o emblema oficial do Seri Lanca. O actual emblema está em uso desde 1972.
O emblema apresenta um leão dourado passant com uma espada na sua pata dianteira direita (o mesmo animal da bandeira do país), centrado em fundo grená e rodeado por pétalas douradas de lótus, a flor nacional do país. Tudo isto posto acima de um vaso tradicional do qual brotam ramas de grãos de arroz que circundam a borda, reflectindo prosperidade.
O timbre é a Dharmachakra, que simboliza a posição incontornável do país em relação ao budismo e um governo justo. Símbolos heráldicos tradicionais cingaleses representativos do sol e da lua formam os suportes.

## Brasões históricos
| Emblema nacional do Seri Lanca | Descrição                                                | Em uso          |
| ------------------------------ | -------------------------------------------------------- | --------------- |
|                                | Brasão de Armas do Ceilão Português.                     | circa 1505–1658 |
|                                | Brasão de Armas do Ceilão Holandês.                      | 1602–1796       |
|                                | Escudo utilizado nos primeiros anos do Ceilão Britânico. |                 |
|                                | Escudo utilizado posteriormente pelo Ceilão Britânico.   | 1875–1948       |
|                                | sem insígnia.                                            | 1948–1952       |
|                                | Brasão de Armas do Domínio do Ceilão.                    | 1952–1972       |